# Notoseris
Notoseris je rod glavočika jezičnjaća iz podtribusa Lactucinae, dio tribusa Cichorieae.
Rodu pripada devet vrsta trajnica koje rastu po Aziji (Kina s Tibetom, Assamu i u Mjanmaru).

## Vrste
1. Notoseris guizhouensis C.Shih
2. Notoseris khasiana (C.B.Clarke) N.Kilian
3. Notoseris macilenta (Vaniot & H.Lév.) N.Kilian
4. Notoseris nanchuanensis C.Shih
5. Notoseris porphyrolepis C.Shih
6. Notoseris scandens (Hook.f. ex Benth. & Hook.f.) N.Kilian
7. Notoseris triflora (Hemsl.) C.Shih
8. Notoseris yakoensis (Jeffrey) N.Kilian
9. Notoseris yunnanensis C.Shih